# Paspalum psammophilum
Paspalum psammophilum är en gräsart som beskrevs av George Valentine Nash och Albert Spear Hitchcock. Paspalum psammophilum ingår i släktet tvillinghirser, och familjen gräs. Inga underarter finns listade i Catalogue of Life.